# Југославистика
Југославистика (словен. Jugoslovanske študije; лат. Iugoslavistica) је вишезначна научна дисциплина која је у своме историјском облику коришћена као кровни термин за посебне славистичке студије са простора бивше Југославије (србистика, кроатистика, македонистика, монтенегристика, словенистика и боснистика) док се данас користи у ужем смислу интердисциплинарнога проучавања настанка идеје југословенства, југословенске државе, њезине историје, нестанка као и одређених постјугословенских друштвених феномена.
Распад југословенске државе почетком 1990-их довео је у питање само постојање дисциплине док су многе институције мењале називе, преусмериле се на еманциповање посебних и уже дефинисаних националних студија или су затваране. Тај је процес створио потребу за есенцијалним редефинисањем југославистике у односу на блиско сродну јужнославистику (која уз постјугословенски простор укључује и Бугарску) и србокроатистику (која се даље диференцирала на кроатистику, србистику, монтенегристику и боснистику). У своме есеју „Фантом југославистике” из 1993. године немачки слависта Рајнхард Лауер је истакао како је цела дисциплина југославистике утемељена на историјској коинциденцији постојања југословенске државе и на „искључивање бугарских компонената и интереса” закључујући да би јужнославистика требала да зауме њено место. Упркос овим интерпретацијама, конфликт на просторима бивше Југославије привукао је значајну академску пажњу са више од 130 објављених књига и са бројним ауторима који да изучавају у оквиру југославенских или постјугославенских студија. Због тих је ратова југославистика у току 1990-их била уско повезана и са безбедносним студијама. Данас је ова дисциплина у значајно суженом и прецизније дефинисаном облику усмерена на интердисциплинарна истраживања разних југословенских и постјугословенских феномена, друштвених односа и пракси.